# Colli Wilson
I colli Wilson sono gruppo montuoso costituito da montagne, creste e nunatak sparsi in direzione nord-sud per una lunghezza di circa 110 km lungo la costa della Terra di Oates, in Antartide. In particolare, il gruppo montuoso è delimitato a sud dal ghiacciaio Pryor, che lo divide dai monti USARP, e a nord dal ghiacciaio Matusevich, che lo separa dai monti Lazarev. Dal versante orientale dei colli, la cui vetta più alta è rappresentata dal monte Gorton, che arriva a 1995 m s.l.m., partono diversi ghiacciai che finiscono poi nell'oceano Pacifico o che, come il ghiacciaio Manna, vanno ad alimentare la piattaforma glaciale Gillett, tra cui si possono citare il Suvorov, situato nella regione meridionale del gruppo montuoso, e il Laizure, situato all'estremità settentrionale.

## Storia
I colli Wilson sono stati scoperti nel febbraio 1911 dal tenente Harry Pennell, della marina militare britannica, durante la spedizione Terra Nova, condotta negli anni 1910-1913 e comandata da Robert Falcon Scott, e così battezzati in onore di Edward Adrian Wilson, uno zoologo e medico facente parte della spedizione, che morì assieme ad altre cinque persone, compreso lo stesso Scott, poco dopo essere tornato dall'estenuante viaggio a piedi che lo aveva portato fino al Polo Sud.